# NGC 5852
NGC 5852 ist eine 13,7 mag helle Spiralgalaxie mit aktivem Galaxienkern vom Hubble-Typ S? im Sternbild Bärenhüter und etwa 299 Millionen Lichtjahre von der Milchstraße entfernt. 
Sie bildet mit NGC 5851 ein gravitationell gebundenes und wechselwirkendes Galaxienpaar und wurde zusammen mit dieser am 26. Mai 1791 von Wilhelm Herschel mit einem 18,7-Zoll-Spiegelteleskop entdeckt, der dabei „Two nebulae, both eF, vS, the preceding is the most northerly; distance 1.5′“ notierte.